# Bytów (stacja kolejowa)
Bytów – nieczynna stacja kolejowa w Bytowie, w województwie pomorskim, w Polsce.

## Historia
Stacja kolejowa została wyłączona z użytku w 2004 roku, po niemalże 100 latach funkcjonowania. Po ponad dwóch latach teren dworca został przejęty przez Gminę Bytów. Została wyremontowana część torowiska oraz pozostałej infrastruktury stacji, dzięki czemu na pewien czas został wznowiony ruch pociągów. Mimo remontów oraz planowanego uruchomienia kursowania pociągów osobowych obecnie stacja służy jedynie pociągom towarowym.